# Autostrada A9 (Italia)
L'autostrada A9 è un'autostrada italiana, interamente compresa in Lombardia, che collega la città metropolitana di Milano con Como e il confine con la Svizzera. Ha inizio a Lainate (MI) dall'autostrada A8. È comunemente definita, assieme all'autostrada A8, Autostrada dei Laghi. Lunga 31,5 km, è interamente gestita da Autostrade per l'Italia.

## Tracciato
L'autostrada ha inizio a Lainate come diramazione dell'autostrada A8 e prosegue in direzione Como. Bisogna sottolineare comunque come la chilometrica ufficiale parta da Milano sullo svincolo di Viale Certosa, essendo in comune per il primo tratto con la A8.

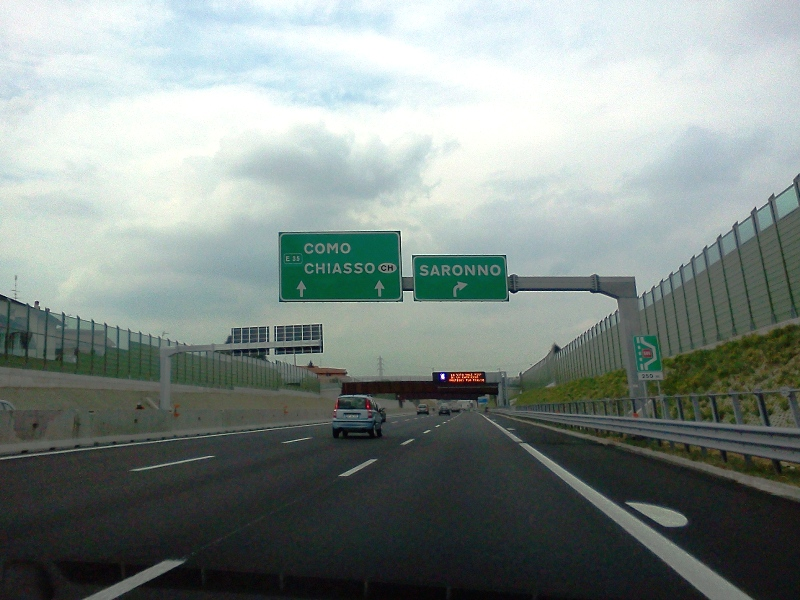
L'autostrada, in direzione Como nei pressi dello svincolo di Saronno

L'A9 termina con la dogana per la Svizzera di Brogeda, ma il tracciato autostradale prosegue in territorio elvetico come A2. In corrispondenza della progressiva chilometrica 41-VI si trova il cartello che indica la fine del tratto autostradale italiano e conseguentemente della competenza di Autostrade per l'Italia. La parte italiana del piazzale doganale, in cui è presente anche un ristorante, perde infatti ogni caratteristica autostradale. Lo stesso avviene per la metà dello spiazzo situato dopo i controlli delle rispettive autorità doganali. Tuttavia, tutto il piazzale si trova fisicamente ancora in Italia, visto che l'effettiva linea di demarcazione del confine si trova duecento metri più avanti. L'immaginaria linea di confine taglia a metà un viadotto che, solo amministrativamente, si trova in Svizzera. Una porzione della sua parte sottostante appartiene invece all'Italia.
Provenendo da Milano, l'ultima uscita in territorio italiano è "Lago di Como", sebbene la precedente uscita "Como Monte Olimpino" permetta di giungere immediatamente al valico doganale di Ponte Chiasso passando per via Bellinzona. Invece, la prima entrata in territorio italiano in direzione Milano è "Como Nord" cui si può accedere percorrendo via Baragiola che corre lungo il confine svizzero di Brogeda.
L'Autostrada dei Laghi oggi ha importanza notevole perché sostiene un notevole traffico pendolare diretto a Milano, inoltre rappresenta un percorso obbligato per la maggior parte delle merci che dall'Italia viaggiano verso il nord Europa e viceversa.
La gestione è in concessione ad Autostrade per l'Italia. L'autostrada è soggetta a un sistema di pedaggio aperto, cui sono sottoposti tutti i veicoli percorrenti il tratto fra Lomazzo e Como Centro, con uno svincolo dotato di casello di esazione a Fino Mornasco e una barriera a Grandate. Valicata la frontiera italo-svizzera, la riscossione del pedaggio avviene unicamente con l'apposizione della vignetta autostradale svizzera, di emissione e validità annuale.

### Tabella percorso
NOTA: la progressiva chilometrica invertita è solo indicativa a scopo conoscitivo.
La progressiva amministrativa reale è unica e parte ufficialmente da Milano Certosa all'inizio dell'A8.
| LAINATE - COMO - CHIASSO Autostrada dei Laghi |                                                                               |      |      |      |                |
| Tipo                                          | Indicazione                                                                   | ↓km↓ | ↑km↑ | Area | Strada europea |
|                                               | Milano - Varese                                                               | 10,3 | 31,5 | MI   |                |
|                                               | Origgio                                                                       | 14,0 | -    | VA   |                |
|                                               | Uboldo                                                                        | 15,0 | -    | VA   |                |
|                                               | Saronno                                                                       | 15,7 | 26,1 | VA   |                |
|                                               | Turate                                                                        | 19,0 | 22,8 | CO   |                |
|                                               | Autostrada Pedemontana Lombarda                                               | 22,0 |      | CO   |                |
|                                               | Lomazzo Sud                                                                   | 23,7 | -    | CO   |                |
|                                               | Lomazzo Nord                                                                  | 25,4 | 16,4 | CO   |                |
|                                               | Area di servizio "Lario"                                                      | 27,6 | 14,2 | CO   |                |
|                                               | Fino Mornasco pedaggio €0,80 solo da e per Milano                             | 29,8 | 12,0 | CO   |                |
|                                               | Tangenziale di Como (Villa Guardia - Como Est)                                | 32,9 |      | CO   |                |
|                                               | Barriera Como Grandate pedaggio € 2,40                                        | 33,0 | 8,8  | CO   |                |
|                                               | Como Centro                                                                   | 33,8 | 9,0  | CO   |                |
|                                               | Como Monte Olimpino                                                           | 39,4 | -    | CO   |                |
|                                               | Lago di Como                                                                  | 41,1 | 0,7  | CO   |                |
|                                               | Dogana di Como Brogeda Area di servizio "Brogeda" Confine di Stato - Svizzera | 41,8 | 0,0  | CO   |                |
|                                               | Lugano Chiasso - San Gottardo - San Bernardino                                |      |      | TI   |                |

## Obblighi
Sono obbligatorie le dotazioni invernali dal 15 novembre al 15 aprile su tutta la tratta.

## Lavori
Il progetto di ampliamento della terza corsia dell'autostrada A9 nella tratta fra Lainate e la barriera di Como-Grandate è stato inserito nel IV Atto Aggiuntivo del 2004. L'opera doveva interessare 23,2 km e avrebbe dovuto avere un costo di 434 milioni di euro (secondo la brochure Lavori in Corso di Autostrade per l'Italia, a carico della quale vi era l'intero importo circa la costruzione delle infrastrutture qui indicate), cifra che includeva la realizzazione dello svincolo Origgio-Uboldo, 13 km di barriere antirumore, la 5ª corsia tra Lainate e Milano Nord nell'A8 di cui 8 già impiegati, pari al 3% dell'avanzamento totale dell'opera (Bilancio Atlantia al 31/12/2008). I lavori vennero consegnati alla società Pavimental e partirono ufficialmente il 27 luglio 2009 e si dovevano concludere nel marzo 2013.
L'apertura della terza corsia è avvenuta il 25 maggio 2012 per quanto riguarda la nuova infrastruttura in direzione Como e nel luglio 2012 è stata aperta anche in direzione Sud. La terza corsia è stata completata regolarmente 10 mesi prima della data prevista non usufruendo di denaro pubblico.